# Indonézia tartományai
A tartományok (indonézül: provinsi) Indonézia közigazgatási beosztásának legmagasabb szintű egységei az állam után. Mindegyik tartomány önkormányzattal rendelkezik (Pemerintah Daerah Provinsi), melynek törvényhozó testületét (Dewan Perwakilan Rakyat Daerah) a kormányzó (gubernur) vezeti. A kormányzó személyét és testületének összetételét választásokon döntik el, mandátumuk 5 évre szól.
Indonézia jelenleg 34 tartományra oszlik, nyolcat ezek közül 2000 után hoztak létre. A legutolsónak létrehozott tartomány jelenleg Észak-Kalimantan, melyet 2012-ben alakítottak ki. A 34 tartomány közül 4 speciális státusszal rendelkezik: Jakarta, a főváros, a szeparatista Aceh, az egykori szultánság, Yogyakarta, valamint a pápuák földje, Pápua tartomány.
Az ország különleges területei (daerah istimewa) nagyobb autonómiával rendelkeznek, mint más területek, ennek eredményeként saját törvényhozó privilégiumaik vannak: az aceh-i kormányzatnak jogában áll független jogrendszert létrehozni, és 2003-ban bevezették a sharia-t (Iszlám Törvénykezés); Yogyakarta a mai napig szultanátus, ahol a szultán (jelenleg a rendkívül népszerű Sri Sultan Hamengkubuwono X) a terület de facto életfogytiglani kormányzója.
Az ország fővárosának, Jakartának adminisztrációja minden szempontból megegyezik bármely más indonéz tartományéval. Például, Jakartának kormányzója van (polgármester helyett), valamint saját közigazgatással rendelkező további al-régiókra van felosztva. 
A tartományok közigazgatásilag kormányzóságokból (kabupaten) és városokból (kota) épülnek fel.

## A tartományok térképe

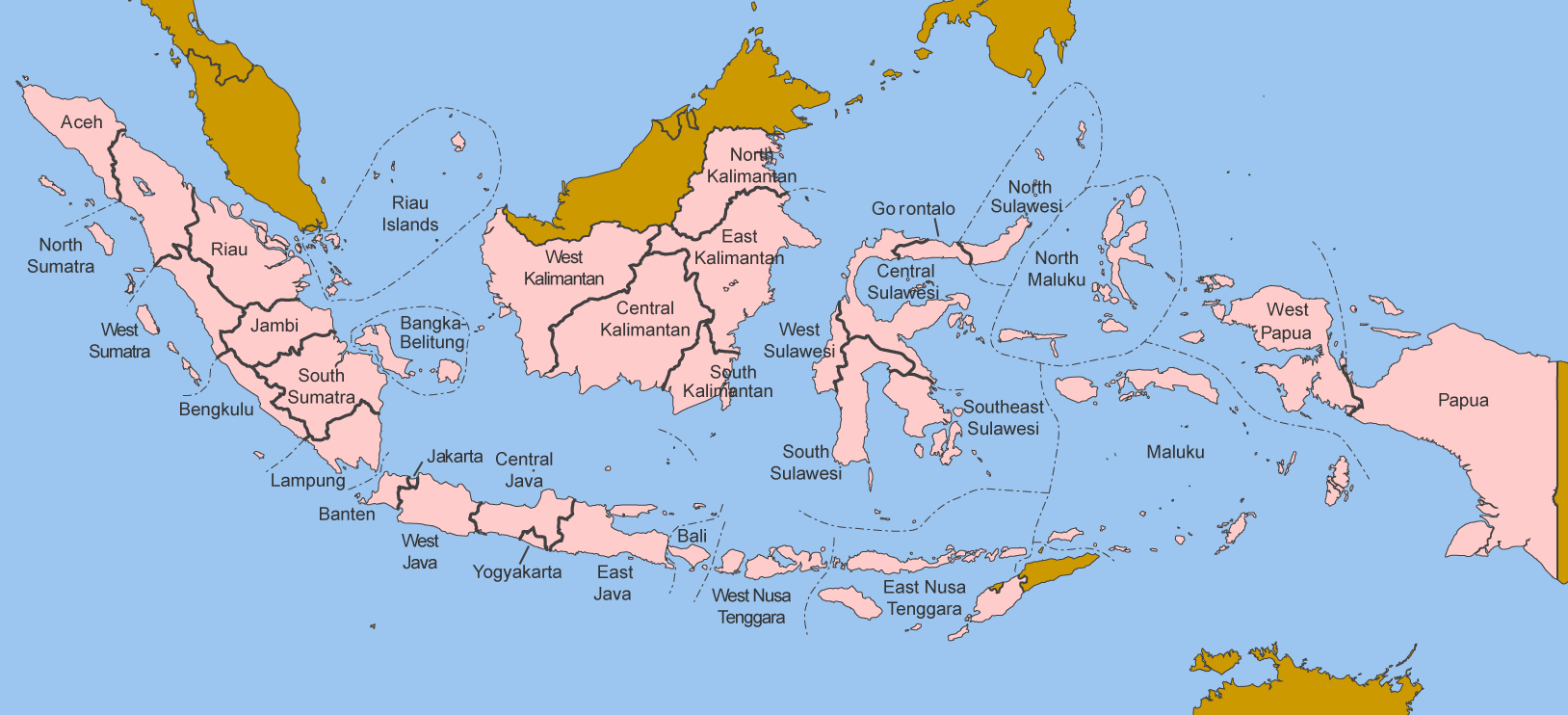
Indonézia tartományai

## A tartományok listája
A lista a tartományokat a nagyobb szigetekhez kapcsolható régiónkénti csoportosításban tartalmazza. (a régiók nem önálló közigazgatási egységek)
A tartományok indonéz nevei dőlt betűvel szerepelnek.
| Régió                              | Tartomány                                                           | Székhely                           |
| ---------------------------------- | ------------------------------------------------------------------- | ---------------------------------- |
| Szumátra (Sumatera)                | Nanggroe Aceh Darussalam                                            | Banda Aceh                         |
|                                    | Észak-Szumátra (Sumatera Utara)                                     | Medan                              |
|                                    | Nyugat-Szumátra (Sumatera Barat)                                    | Padang                             |
|                                    | Riau                                                                | Pekanbaru                          |
|                                    | Riau-szigetek (Kepulauan Riau)                                      | Tanjung Pinang                     |
|                                    | Jambi                                                               | Jambi                              |
|                                    | Bengkulu                                                            | Bengkulu                           |
|                                    | Dél-Szumátra (Sumatera Selatan)                                     | Palembang                          |
|                                    | Bangka-Belitung                                                     | Pangkal Pinang                     |
|                                    | Lampung                                                             | Bandar Lampung                     |
| Jáva (Jawa)                        | Jakarta speciális fővárosi terület* (Daerah Khusus Ibukota Jakarta) | Jakarta                            |
|                                    | Banten                                                              | Serang                             |
|                                    | Nyugat-Jáva (Jawa Barat)                                            | Bandung                            |
|                                    | Közép-Jáva (Jawa Tengah)                                            | Semarang                           |
|                                    | Yogyakarta speciális terület* (Daerah Istimewa Yogyakarta)          | Yogyakarta                         |
|                                    | Kelet-Jáva (Jawa Timur)                                             | Surabaya                           |
| Nusa Tenggara                      | Bali                                                                | Denpasar                           |
|                                    | Nyugat Nusa Tenggara (Nusa Tenggara Barat)                          | Mataram                            |
|                                    | Kelet Nusa Tenggara (Nusa Tenggara Timur)                           | Kupang                             |
| Borneó (Kalimantan)                | Nyugat-Kalimantan (Kalimantan Barat)                                | Pontianak                          |
|                                    | Közép-Kalimantan (Kalimantan Tengah)                                | Palangkaraya                       |
|                                    | Dél-Kalimantan (Kalimantan Selatan)                                 | Banjarmasin                        |
|                                    | Kelet-Kalimantan (Kalimantan Timur)                                 | Samarinda                          |
|                                    | Észak-Kalimantan (Kalimantan Utara)                                 | Tanjung Selor                      |
| Celebesz (Sulawesi)                | Észak-Celebesz                                                      | Manado                             |
|                                    | Gorontalo                                                           | Gorontalo                          |
|                                    | Közép-Celebesz (Sulawesi Tengah)                                    | Palu                               |
|                                    | Délkelet-Celebesz (Sulawesi Tenggara)                               | Kendari                            |
|                                    | Dél-Celebesz (Sulawesi Selatan)                                     | Makassar (korábban: Ujung Pandang) |
|                                    | Nyugat-Celebesz (Sulawesi Barat)                                    | Mamuju                             |
| Maluku-szigetek (Kepulauan Maluku) | Maluku                                                              | Ambon                              |
|                                    | Észak-Maluku (Maluku Utara)                                         | Ternate                            |
| Nyugat-Új-Guinea (Irian Barat)     | Papua* (korábban: Irian Jaya)                                       | Jayapura                           |
|                                    | Nyugat-Pápua (Papua Barat)                                          | Manokwari                          |